# Рада саамів
69°53′45″ пн. ш. 27°00′52″ сх. д. / 69.895936° пн. ш. 27.014441° сх. д.

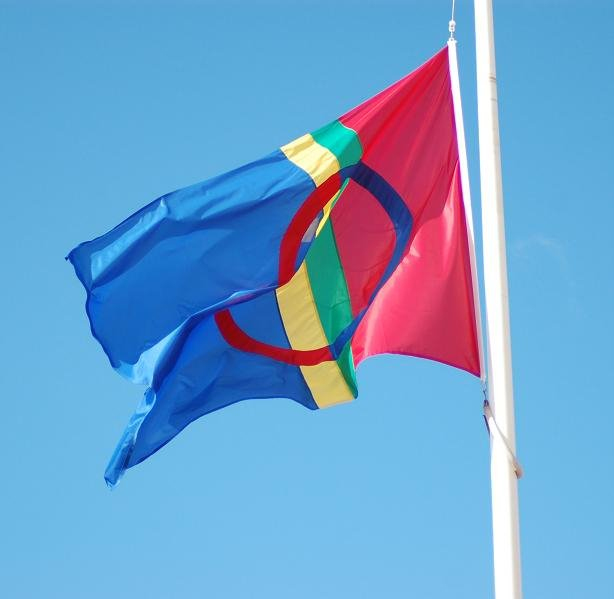
Прапор саамів

Рада саамів (півн.-саам. Sámiráđđi, норв. Samerådet, фін. Saamelaisneuvosto, англ. Saami Council) — міжнародна громадська організація, що об'єднує саамські організації тих країн, в яких проживають саами — Норвегії, Росії, Фінляндії та Швеції. 
У літературі зустрічаються також інші назви організації — «Союз саамі», «Рада саамів», «Рада саамі». 
Секретаріат Союзу саамів розташований в селищі Утсйокі, адміністративному центрі однойменного муніципалітету (громади) фінської провінції Лаппі. 